# Notre-Dame (Venasque)

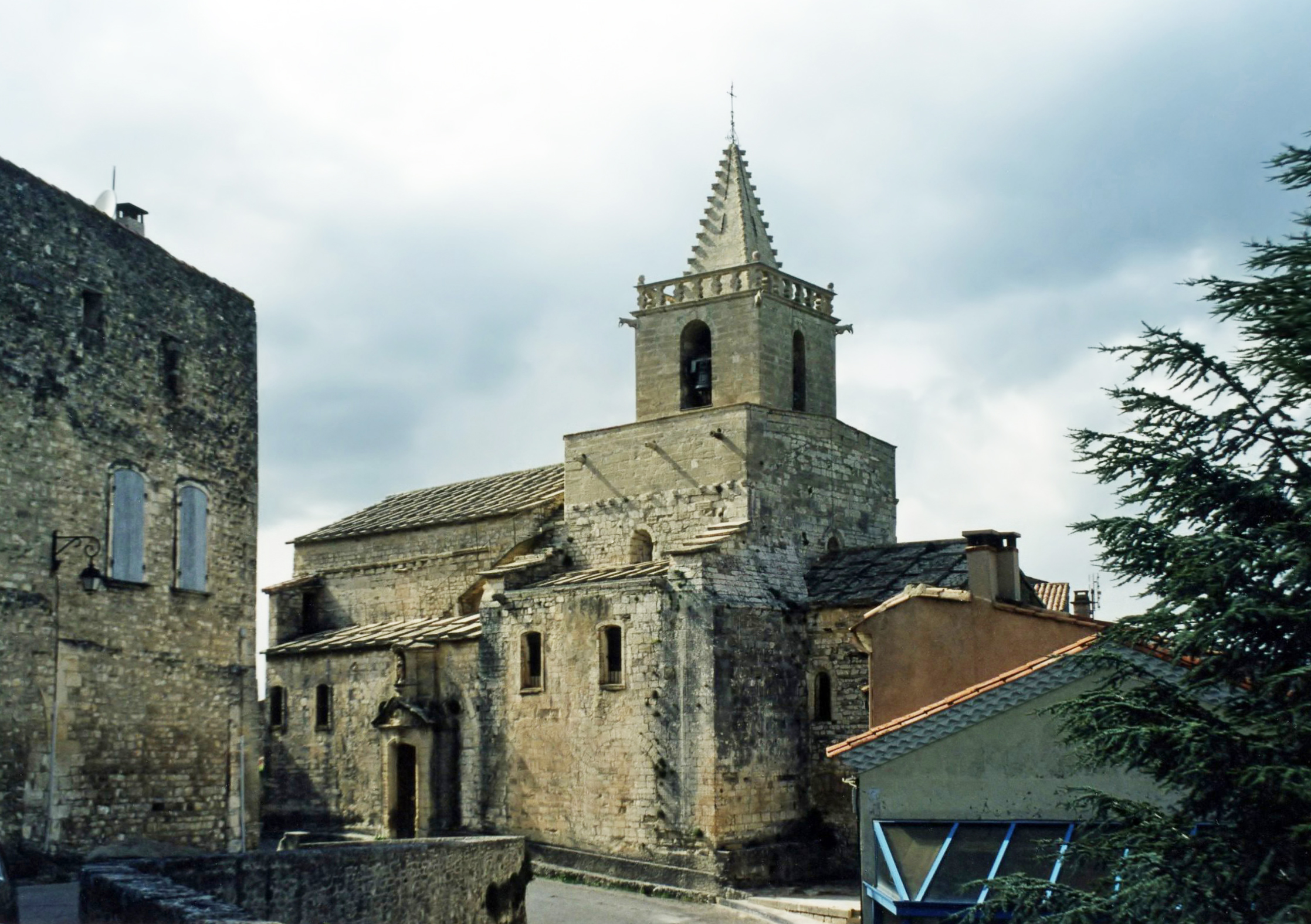
Pfarrkirche Notre-Dame

Notre-Dame de Venasque ist die Pfarrkirche der französischen Gemeinde Venasque. Sie ist seit 1906 als Monument historique klassifiziert.

## Architektur
Der größte Teil des Gebäudes stammt vom Ende des 12. und Anfang des 13. Jahrhunderts, wie etwa die Westfassade, die im 17. Jahrhundert mit einem Portalvorbau abgeschlossen wurde. Der von einer vierseitigen Spitze gekrönte Glockenturm wurde im 17. Jahrhundert wieder aufgebaut. Die Apsis, die leicht von der Achse des Kirchenschiffs versetzt ist, ist das einzige Überbleibsel eines früheren Gebäudes aus dem 11. Jahrhundert. Der Chorraum liegt unter einer Trompenkuppel, die die Attribute der vier Evangelisten trägt. Zwischen den Strebepfeilern wurden im 17. und 18. Jahrhundert Kapellen errichtet. In einer von ihnen ist das Gemälde eines anonymen Malers der Avignoner Schule von 1498 erhalten, das die Kreuzigung darstellt. Es zeigt auch den heiligen Bischof Siffrein, der um 570 in Venasque starb.

## Baptisterium

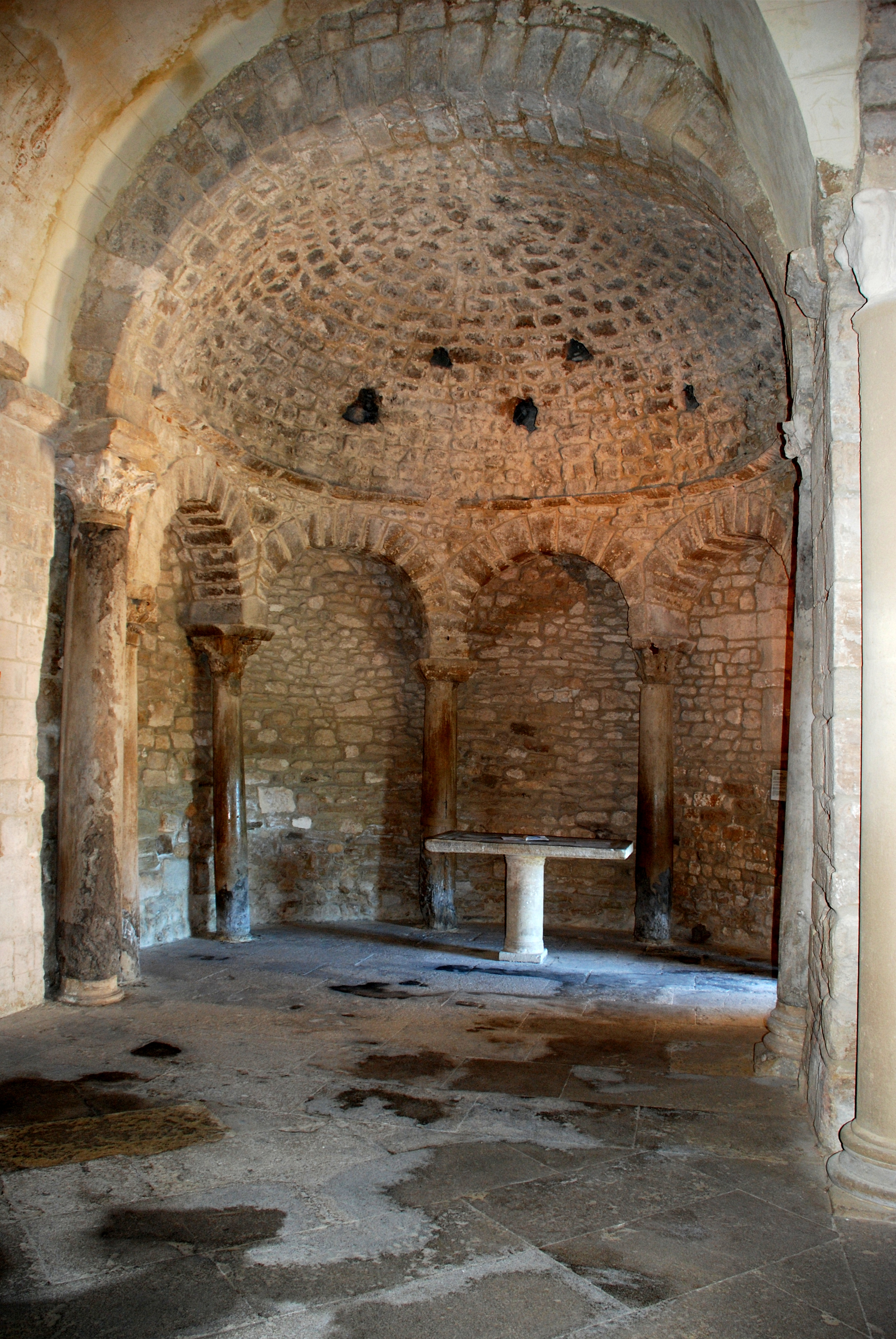
Nördliche Apsis des Baptisteriums

Das Baptisterium neben der Kirche ist als Einzelobjekt seit 1840 als Monument historique klassifiziert und wird durch die französische Denkmälerverwaltung in das 6. bzw. 7. Jahrhundert datiert. Dieses im Kern vorromanische Gebäude mit kreuzförmig angeordneten Apsiden, das durch einen langen Säulengang mit der Kirche verbunden ist, hat unter Archäologen zu Kontroversen geführt. Seine Funktion als Taufkapelle wurde zeitweise in Frage gestellt, und es wurde vorgeschlagen, ihm die Funktion einer bischöflichen Begräbniskirche zuzuweisen. Im Werk Vie de saint Siffrein („Leben des heiligen Siffrein“) wird eine Basilika erwähnt, die vom heiligen Bischof erbaut wurde und in der er begraben werden sollte. Jüngste Forschungen haben dem Bauwerk, das sowohl wegen seiner Architektur als auch wegen seiner Ausstattung Beachtung findet, nun diesen Titel zurückgegeben. Zur Zeit der Romanik wurde das Bauwerk zwischen dem 11. und 13. Jahrhundert verändert. Im 19. Jahrhundert wurde es grundlegend restauriert.